# Benson & Hedges Centennial Open 1991
L'Heineken Open 1991  è stato un torneo di tennis giocato sul cemento.
È stata la 35ª edizione dell'Heineken Open,che fa parte della categoria World Series nell'ambito dell'ATP Tour 1991.
Si è giocato all'ASB Tennis Centre di Auckland in Nuova Zelanda, dal 7 al 14 gennaio 1991.

## Campioni

### Singolare
Karel Nováček ha battuto in finale  Jean-Philippe Fleurian con il punteggio di 7–6(5), 7–6(4).

### Doppio
Sergio Casal /  Emilio Sánchez hanno battuto in finale  Grant Connell /  Glenn Michibata con il punteggio di 4–6, 6–3, 6–4.